# Pikowanie (manewr lotniczy)
Pikowanie, nurkowanie (lot nurkowy) – manewr lotniczy (lub figura akrobacji lotniczej) polegający na zdecydowanym obniżeniu nosa samolotu poniżej horyzontu, co prowadzi do szybkiego spadku wysokości lotu i równie szybkiego wzrostu prędkości. W „klasycznym” ujęciu oś podłużna maszyny jest prostopadła do ziemi. Stosowany jest w sytuacjach związanych bądź z potrzebą utraty wysokości, lub nabrania prędkości, także w czasie walki powietrznej, ale zasadniczo ogranicza się jego stosowanie do pokazów lotniczych. 
W czasie lotu nurkowego i podczas wyprowadzania z niego na pilota i na elementy samolotu oddziaływają znaczne przeciążenia. W związku z tym poszczególne rodzaje i typy statków powietrznych, ze względu na swoją wytrzymałość, mają określoną prędkość dopuszczalną w locie nurkowym. Do zmniejszenia prędkości w locie nurkowym i ułatwienia wyprowadzenia z niego samolotu stosuje się hamulce aerodynamiczne.
Atak lotniczy w locie nurkowym, był standardową taktyką ataku bombowców nurkujących w czasie II wojny światowej, gdy na frontach europejskich stosowany był przez niemieckie bombowce nurkujące Junkers Ju 87 „Stuka”, na teatrze pacyficznym zaś, przez japońskie bombowce pokładowe Aichi D3A „Val” oraz amerykańskie Douglas SBD Dauntless i Curtiss SB2C Helldiver. Idealnym z doktrynalnego punktu widzenia sposobem przeprowadzenia takiego ataku, był atak z nurkowaniem pod kątem 75-85° co miało utrudnić obronę systemom artylerii przeciwlotniczej atakowanego obiektu, ze zrzutem bomby i rozpoczęciem wychodzenia z lotu nurkowego na wysokości około 460 metrów, co miało zapewnić maksymalną celność zrzutu, przy jednoczesnym umożliwieniu bezpiecznego dla samolotu i jego załogi wyjścia z nurkowania. Zdolność do w pełni profesjonalnego ataku pod odpowiednim kątem, wymagała odpowiedniego treningu pilotów i doświadczenia. Podczas bitwy pod Midway niedoświadczeni piloci z eskadry VMSB-241 Marines, z których niektórzy po raz pierwszy pilotowali SBD, a większość nie miała wylatanych 10 godzin na Dauntlessach, nie będąc w stanie wykonać prawidłowego ataku nurkowego na japońskie lotniskowce Kido Butai, wykonali nieudany atak lotem ślizgowym. Większość  startujących z Midway samolotów tej eskadry została w związku z tym zestrzelona, podczas gdy doświadczeni piloci eskadr bombowych i rozpoznawczych lotniskowców USS „Enterprise” (CV-6) i „Yorktown” (CV-5), przeprowadzili bardzo skuteczny stromy atak, nurkując pod kątami od 75 do niemal 90°.
Po drugiej wojnie światowej, w związku z rozwojem broni precyzyjnej, taktyka ataku w niebezpiecznym locie nurkowym została zarzucona na rzecz wykorzystania amunicji kierowanej.